# 앰버 마샬

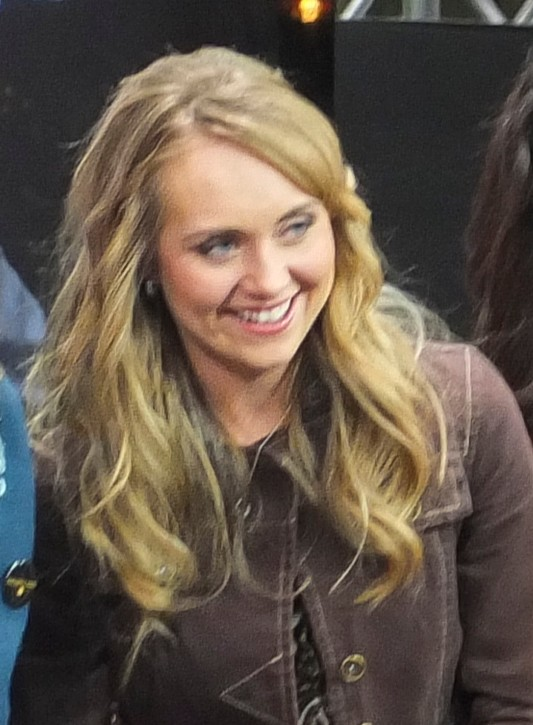

앰버 마샬(Amber Marshall, 1988년 6월 2일 ~ )은 캐나다의 배우, 영화배우이다.
캐나다 온타리오주(州) 남동부에 있는 도시인 런던에서 태어났다.

## 영화
- 뮤턴트 월드 (2014년)
- 하트랜드 (2007년)